# OKB Gidropress
OKB Gidropress (russisch ОКБ Гидропресс) ist ein staatliches russisches Konstruktionsbüro, das im Bereich der Kerntechnik tätig ist. OKB steht für Experimental-Konstruktionsbüro (опытно-конструкторское бюро). Das Konstruktionsbüro wurde am 28. Januar 1946 durch Erlass des Rates der Volkskommissare errichtet und ist in Podolsk angesiedelt. Es ist der Entwickler der Kernreaktoren vom Typ WWER.

## Geschichte
Das Konstruktionsbüro beschäftigt sich seit seiner Gründung im Jahr 1946 mit der Nukleartechnologie. Geleitet wurde es von 1946 bis 1954 von Boris Michailowitsch Schlokowitsch, danach übernahm bis 1958 Alexei Timofejewitsch Agapow die Leitung. Dessen Nachfolger war Josef Efremowitsch Braude und ab 1962 führte das Büro bis 1992 Wassili Stekolnikow. Nach 1992 übernahm Walentin Grigorjewitsch Fjodorow die Leitung, seit 1998 führt Juri Grigorjewitsch Dragunow das Unternehmen.
Das Unternehmen ist vor allem wegen seines Reaktortyps WWER bekannt. Der WWER-1200 (AES-2006) und der WWER-1500 sind die neuesten Reaktoren der WWER-Linie von Gidropress. Sie sind eine Weiterentwicklung älterer Reaktorbaureihen. Der SVBR-75/100 soll der erste Brutreaktor von Gidropress werden. Es handelt sich um einen mit flüssigem Blei gekühlten Reaktor.
Auch einige Pilotanlagen und Prototypen wurden von Gidropress geliefert. Unter anderem hat Gidropress die Dampfabscheider für das Kernkraftwerk Obninsk und für das Kernkraftwerk Ignalina konstruiert. Außerdem wurden Dampfabscheider für die Brutreaktoren im Kernkraftwerk Aqtau und Kernkraftwerk Belojarsk entworfen. Der VK-50 und der BOR-60 im Research Institute of Atomic Reactors wurden von Gidropress entwickelt.

## Anlagen
Nach dem Entwurf von Gidropress wurden unter anderem folgende Anlagen gebaut:
- schwerer Forschungsreaktor am Institut für Theoretische und Experimentelle Physik in Moskau
- MR Forschungsreaktor am Institut für Atomenergie in Moskau
- Dampfgenerator und Wärmetauscher für das erste Kernkraftwerk Obninsk
- Dampfgenerator für industrielle Reaktoren (Bischkek, Krasnojarsk und Tomsk)
- schneller Neutronen-Reaktor BOR-60, konzipiert für experimentelle Erforschung von Brennstäben
- Dampfgenerator und Wärmetauscher für den Reaktor BN-350
- Dampfgenerator und Wärmetauscher für den Reaktor BN-600 des Kernkraftwerkes Belojarsk
- Reaktortypen WWER-210 (V-1), WWER-365 (V-3), WWER-440 (V-179, B-230, B-213, V-270), WWER-1000 (V-187, B-302, B-320, B-338, V-428)